# Bulbophyllum andreeae
Bulbophyllum andreeae é uma espécie de orquídea (família Orchidaceae) pertencente ao gênero Bulbophyllum. Foi descrita por Alex Drum Hawkes em 1956.